# Spio seticornis
Spio seticornis (bei Otto Fabricius „die borstenhornige Spio“) ist ein von Linnaeus beschriebener mariner Ringelwurm aus der Familie der Spionidae innerhalb der Klasse der Vielborster (Polychaeten), der im Arktischen Meer bei Grönland gefunden wurde, zu dem es aber seit dem 20. Jahrhundert keine wissenschaftlichen Arbeiten mehr gibt.

## Merkmale
Spio seticornis hat einen etwa 7,5 cm langen, fadenförmigen, oben flachen und unten gefurchten und konvexen Körper, der bei ausgewachsenen Tieren etwa 70 Segmente mit Parapodien zählt. Das Kopf ist hinten breit, verjüngt sich aber nach vorn in läuft in einer abgerundeten Schnauze zu. An den Seiten desselben befinden sich zwei längliche, einander annähernde schwarze Augen. Der Pharynx kann nicht aus dem Mund hervorgestreckt werden. Kurz vor den Augen sitzt ein Paar sehr beweglicher, geringelter, weißer, zarter, langer und dünner Fühler, die etwa so lang wie der Körper sind. Der Körper ist in der Mitte am breitesten und verjüngt sich zum Kopf hin, noch stärker aber zum Schwanz, so dass die hintersten Segmente die kleinsten sind. An dem Afterglied (Pygidium) sitzen zwei kurze, eiförmige Warzen. Der Kopf ist blass, die Segmente bei diesem beiderseits schwarzgrau mit weißen Querstreifen, die mittleren Segmente weißlich grün mit roten Längsstreifen auf dem Rücken und die hinteren Segmente seegrün mit hellgrünen  Rändern und Querlinien. Die Fäden am Rücken haben rote Streifen.
Die zylindrische, gleichmäßig dicke Wohnröhre von Spio seticornis ist etwa dreimal so lang wie der Körper.

## Publikationsgeschichte
Linnaeus beschrieb Nereis seticornis aus der Grönlandsee in der 12. Auflage des Systema naturae 1767 als eine Nereis mit zwei Tentakeln am Kopf, die etwa so lang wie der Körper sind. Der dänische Geistliche Otto Fabricius, Autor der Fauna Groenlandica, beschrieb 1785 die Gattung Spio, in die er Spio seticornis und die 1776 von Otto Friedrich Müller unter dem Namen Nereis filicornis beschriebene Art Spio filicornis stellte. In der von Johann Friedrich Gmelin 1788 herausgegebenen 13. Auflage des Systema naturae erscheint die Art somit bereits als Spio seticornis und wird der Art Spio filicornis gegenübergestellt.
Im 19. Jahrhundert wird auf die Art wiederholt Bezug genommen, so etwa 1844 von Anders Sandöe Örsted. Wilhelm Michaelsen erwähnt 1897 Vorkommen der Art in der östlichen Ostsee, allerdings erkannte im selben Jahr Félix Mesnil ihm zugesandte vorgebliche Exemplare von Spio seticornis als identisch mit Pygospio elegans.
Spio seticornis ist die als erste beschriebene Art, die heute zur Familie Spionidae gezählt wird, allerdings wurde Spio filicornis der Status als Typusart zugewiesen. Seit dem 20. Jahrhundert liegen – anders als zu Spio filicornis – keine Arbeiten zu Spio seticornis mehr vor. Bei World Register of Marine Species (WoRMS) ist Spio seticornis als gültiger Artname aufgelistet.